# Acacia plumosa
Acacia plumosa, conhecida popularmente como unha-de-gato ou arranha-gato, é uma espécie de leguminosa do gênero Acacia, pertencente à família Fabaceae.
A Acacia plumosa (acácia de espinhos) é uma planta altamente ramificada  que cresce principalmente junto a cursos de água, sendo que seus ramos se encontram a tal ponto entrelaçados, que é difícil passar através deles.

## Sinônimos
- Unha de gato ou arranha gato, nome popular que surgiu pela semelhança dos seus espinhos com as garras de felinos;
- Acácia de espinho.